# Pleiocraterium plantaginifolium
Pleiocraterium plantaginifolium là một loài thực vật có hoa trong họ Thiến thảo. Loài này được (Arn.) Bremek. miêu tả khoa học đầu tiên năm 1939.